# Матрьошка (вистава)
Матрьошка — сатира для театру, котру створив театральний режисер Парса Пірузфар 2015 року. 

## Особливості п'єси
Матрьошка це моновистава на перській мові на основі обраних оповідань Антона Чехова, перекладена та написана режисером театру Парса Пірузфар. У п'єсі Матрьошка понад 30 персонажів, які виконував перекладач, драматург і театральний режисер Парса Пірузфар під час театральної постановки. Матрьошка вперше поставив 13 вересня 2015 року в Theatre West в Лос-Анджелесі. П'єса згодом проходила протягом двох років у містах Лос-Анджелесі, Сан-Дієго та Берклі, а також у Торонто, Ванкувері та Монреалі в Канаді у 2015 та 2016 роках; і, нарешті, після кількох виступів через його величезну популярність, завершив свою постановку в Тегерані в Ірані в 2017 році. Матрьошка особливо важлива для кар'єри Парса Пірузфар. Його унікальний спектакль, який сам по собі зіграв понад 30 персонажів, був приголомшливо знаковим. Парса Пірузфар отримав Нагороду "Золота статуя" за Найкращого Актора Матрьошки у 35-му святкуванні щорічного Міжнародного театрального фестивалю «Фаджр» в Тегерані, Іран у 2017 році.

## Епізоди
1. Смерть чиновника
2. Як Дімітрі Кулдаров прославився за одну ніч? (Радість)
3. Суд
4. Періодична божевілля
5. Розрахунок (Простачка)
6. Благородна жінка, яка залишила нас (У поштовому відділенні)
7. Шедевр мистецтва (Твір мистецтва)
8. Хамелеон

## Дата виставок

### США
- Théâtre West, Лос-Анджелес, 13, 20 і 27 вересня 2015 року [6][7]
- 2-а виставка: Théâtre West, Лос-Анджелес, 9 січня 2016 року [8][9]
- AVO Playhouse, Північний округ Сан-Дієго, 30 квітня 2016 року [10][11]
- Театр Live Oak, Берклі, 14-15 травня 2016 року [12][12]

### Канада
- Richmond Hill Centre for the Performing Arts, Торонто, 2 жовтня 2015 року [13]
- Richmond Hill Centre for the Performing Arts, Торонто, 22 січня 2016 року [14]
- D.B. Clarke Théâtre, Монреаль, 10 жовтня 2015 року [15][16]
- Kay Meek Arts Centre, Ванкувер, 24 квітня 2016 року [17]

### Іран
- Амфітеатр Iranshahr (Tamashakhaneh Iranshahr), Тегеран, з 5 вересня по 7 жовтня 2016 року  [18]
- Амфітеатр Паліз (Tamashakhaneh Paliz), Тегеран, з 1 листопада 2016 року по 30 січня 2017 року [19]
- Амфітеатр Паліз (Tamashakhaneh Paliz), Тегеран, з 30 липня по 15 вересня 2017 року [20]
- Амфітеатр Iranshahr (Tamashakhaneh Iranshahr), Тегеран, 17-28 вересня 2017 року [21]

## Персонажі
Перший епізод:
- Іван Іванович Чербяков
- Петро Петрович (Колега Івана)
- Генерал Бризжалов
- Юлія (Дружина Івана)
- Дімітрі Кулдаров (Секретар генерала Бризжалова)
- Залихватский (начальник поліції, персонаж мрії Івана)

Другий епізод:
- Дімітрі Кулдаров (Син, чоловік в новинах)
- Микола (Тато)
- Маман

3-й епізод:
- Суддя
- Очумєлов (Інспектор у справі)
- Сидоршел Мецов (Обвинувачений)
- Охов (Юрист)
- Свідок у суді (старий)
- Свідок у суді (жінка)

4-й епізод:
- Симон Максимов (Старий у барі)
- Дімітрі Кулдаров
- Петро Петрович
- Кондрашкин (Батько Настеньки)
- Лікар

5-й епізод:
- Лікар
- Юлія Василівна (вдова Івана Івановича Черб'якова, няня в вдома лікаря)

6-й епізод:
- Тато Григорій
- Семён Максимов
- Петро Петрович
- Коперцов (Начальник поштового відділення; Чоловік Альони - Благородна жінка)

7-й епізод:
- Лікар
- Саша (друг та пацієнт лікаря)
- Охов (Адвокат, друг Доктора)
- Шашкін (театральний актор, друг Охова)

8-й епізод:
- Заліхватський (Начальник поліції)
- Дімітрі Кулдаров
- Єлдирін (Офіцер поліції)
- Генерал Жиґалов
- Саша
- Прохор (Кухар генерала Бризжалов)
- Собака генерала Жигалова

## Виробництво i Поствиробництво
- Директор: Парса Пірузфар
- Драматург і перекладач: Парса Пірузфар
- Лінійний продюсер: Нуредін Гейдарі Магер
- Дизайнер сцени: Парса Пірузфар
- Дизайнер костюма: Парса Пірузфар

- Актор: Парса Пірузфар (всі ролі)
- Заступник режисера: Могамад Ґударз'яні
- Помічник дизайнера костюма: Баrареr Мосадекіян
- Керівник етапу: Араш Сафаи
- Графічний дизайнер і фотограф: Садек Зарджуянь

## Нагороди
- 35-й "Міжнародний Театральний фестиваль Фаджр", 2017 [22]

Премія "Золота статуя" за найкращий актор Матрьошки